# RedeTV! Belo Horizonte
RedeTV! Belo Horizonte é uma emissora de televisão brasileira sediada em Belo Horizonte, capital do estado de Minas Gerais. Opera no canal 4 (25 UHF digital) e é uma emissora própria da RedeTV!. Sua sede está localizada no Edifício Eduardo Nelo Xavier Ribeiro, no bairro da Savassi, e sua antena de transmissão está na Serra do Curral, no bairro de Belvedere.

## Sinal digital
| Canal virtual | Canal digital | Resolução de tela | Programação                                               |
| ------------- | ------------- | ----------------- | --------------------------------------------------------- |
| 4.1           | 25 UHF        | 1080i             | Programação principal da RedeTV! Belo Horizonte / RedeTV! |
| 4.2           | 25 UHF        | 1080i             | Universo EADTV                                            |

A RedeTV! Belo Horizonte iniciou suas transmissões digitais em 7 de abril de 2008, pelo canal 25 UHF, sendo a primeira emissora de Belo Horizonte a operar com a nova tecnologia.
Em 23 de maio de 2010, passou a transmitir a programação da rede em 3D, durante a exibição do Pânico na TV!, pelo sub-canal 4.2. Assim como nas outras filiais da rede, a transmissão durou até junho de 2015. Em 12 de fevereiro de 2021, a emissora reativou o canal 4.2, passando a exibir teleaulas do Universo EADTV, fruto de uma parceria da RedeTV! com a Universidade Cesumar.
Transição para o sinal digital
Com base no decreto federal de transição das emissoras de TV brasileiras do sinal analógico para o digital, a RedeTV! Belo Horizonte, bem como as outras emissoras de Belo Horizonte, cessou suas transmissões pelo canal 4 VHF no dia 22 de novembro de 2017, seguindo o cronograma oficial da ANATEL. O switch-off aconteceu às 23h59, durante a exibição do programa Superpop, quando entrou o aviso do MCTIC e da ANATEL sobre o switch-off.